# زالاریس
زالاریس (انگلیسی: Zalaris) شرکت فناوری اطلاعات نروژی است، که در سال ۲۰۰۰ تأسیس شد.